# Zlati Rep

Lega kraja v Atlasu okolja

Zlati Rep je gručasto naselje v Občini Ribnica. Stoji na robu podolgovatega travnatega slemena v severovzhodnem delu Slemen na jugovzhodu Velikolaščanske pokrajine. Proti jugu se gozdnato pobočje dokaj strmo spušča v ozko zaprto dolino potoka Zastave, kjer še obratuje mlin Malenček. Vasica je dostopna po cesti iz Dvorske vasi skozi Škrlovico.